# Willey (Iowa)
Willey es una ciudad ubicada en el condado de Carroll en el estado estadounidense de Iowa. En el Censo de 2010 tenía una población de 88 habitantes y una densidad poblacional de 137 personas por km².

## Geografía
Willey se encuentra ubicada en las coordenadas 41°58′44″N 94°49′21″O / 41.97889, -94.82250. Según la Oficina del Censo de los Estados Unidos, Willey tiene una superficie total de 0.64 km², de la cual 0.64 km² corresponden a tierra firme y (0%) 0 km² es agua.

## Demografía
Según el censo de 2010, había 88 personas residiendo en Willey. La densidad de población era de 137 hab./km². De los 88 habitantes, Willey estaba compuesto por el 94.32% blancos, el 0% eran afroamericanos, el 0% eran amerindios, el 0% eran asiáticos, el 0% eran isleños del Pacífico, el 0% eran de otras razas y el 5.68% pertenecían a dos o más razas. Del total de la población el 0% eran hispanos o latinos de cualquier raza.